# روبرت مارتن (سياسي كندي)
روبرت مارتن هو سياسي كندي، ولد في 14 يناير 1858، وتوفي في 1 أغسطس 1942.